# 酒井利夫
酒井 利夫（さかい としお）は、日本の国土交通技官。和歌山県県土整備部長や、名古屋高速道路公社副理事長、国土技術政策総合研究所所長等を経て、建設コンサルタンツ協会副会長。

## 人物・経歴
1981年東京大学大学院工学系研究科土木工学専攻修了、建設省入省。建設省道路局国道第一課特定道路専門官を経て、1995年建設省中国地方建設局岡山国道工事事務所長。1998年建設省道路局企画課建設専門官。2000年建設省道路局道路環境課駐車場整備調整官。
2001年内閣官房道路関係四公団民営化推進委員会設立準備室企画官。2002年内閣府道路関係四公団民営化推進委員会事務局参事官。2003年和歌山県県土整備部長。2005年国土交通省中部地方整備局道路部長。2008年国土交通省国土計画局調整課課長。
2009年国土交通省道路局道路交通管理課長。2010年愛知県建設部建設総務課付、名古屋高速道路公社副理事長。2013年国土技術政策総合研究所所長。
2014年国土交通省大臣官房付、退官、本州四国連絡高速道路参与。2015年本州四国連絡高速道路取締役常務執行役員（企画部及び業務部担当）。
建設コンサルタンツ協会副会長兼専務理事、日建連表彰土木賞選考委員、国土技術開発賞選考委員会委員、橋梁調査会評議員なども歴任した。